# Rada Wzajemnej Pomocy Gospodarczej

Logo RWPG

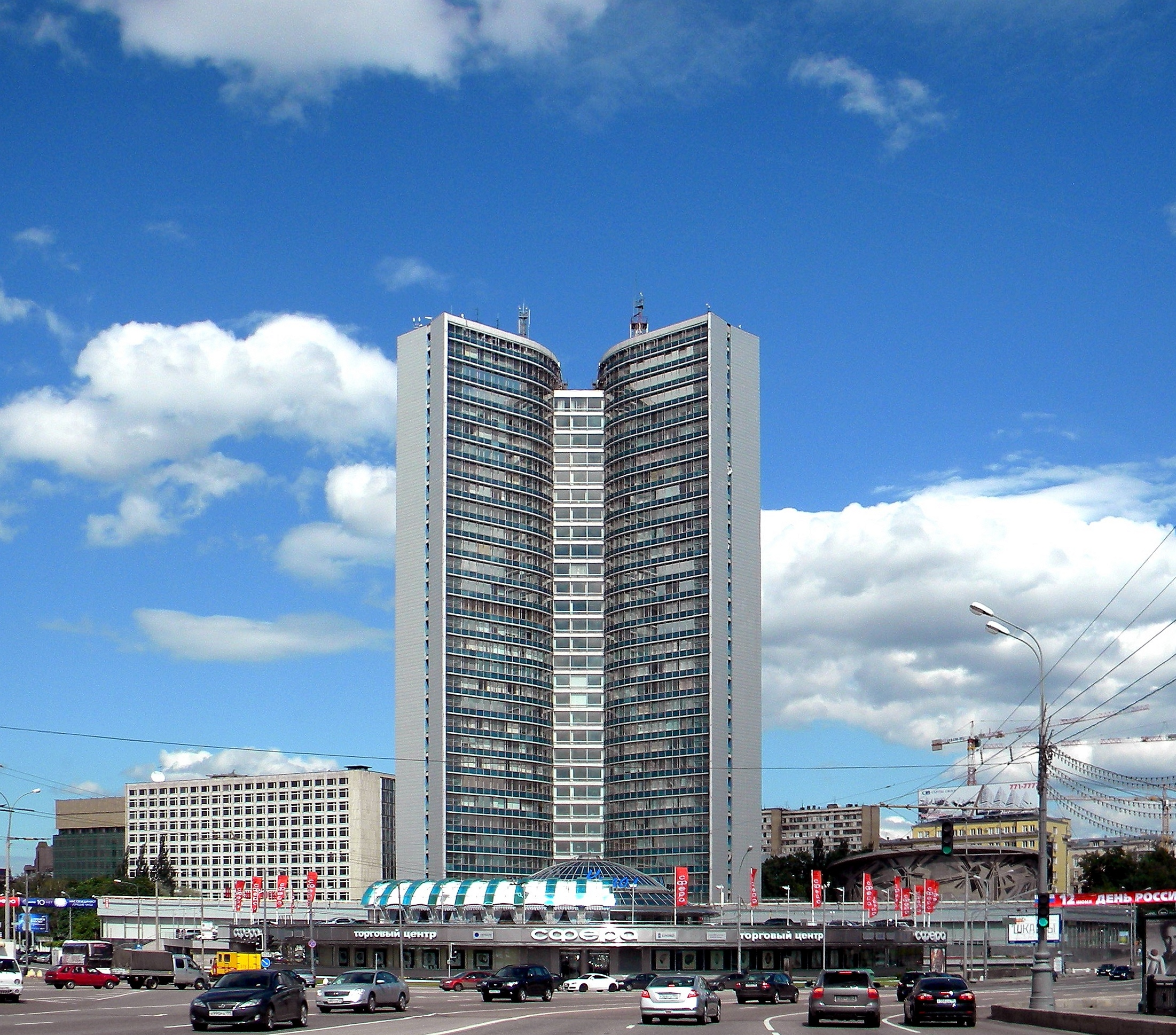
Ratusz w Moskwie przy Nowym Arbacie, dawna siedziba RWPG (2010)

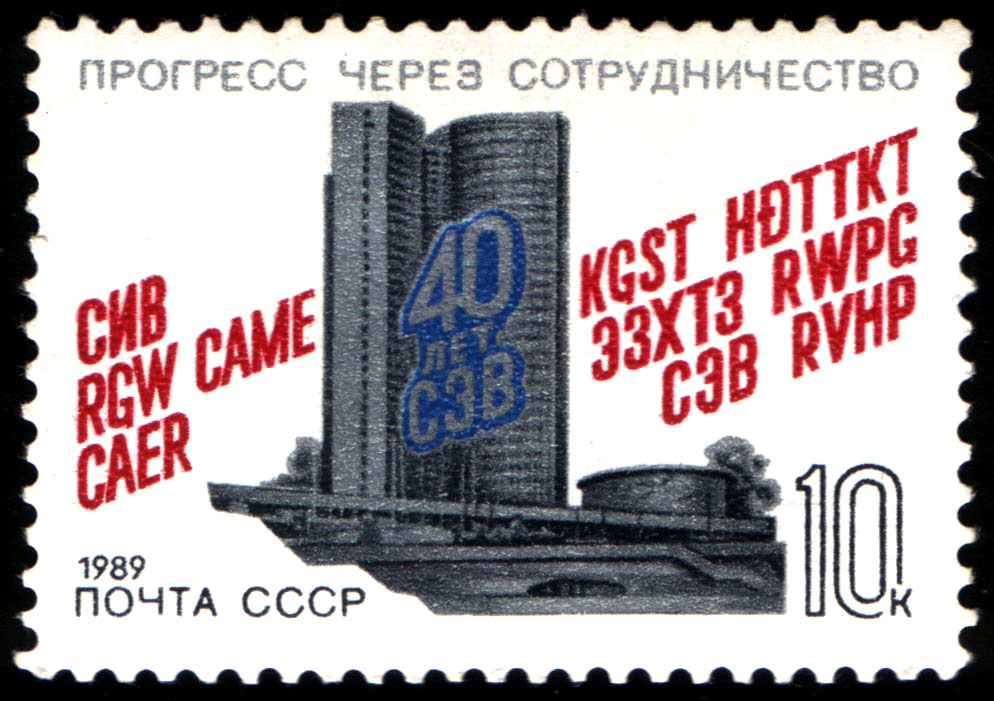
Siedziba RWPG w Moskwie na radzieckim znaczku pocztowym z 1989 upamiętniającym 40. rocznicę utworzenia organizacji

Rada Wzajemnej Pomocy Gospodarczej (ros. Сове́т Экономи́ческой Взаимопо́мощи), RWPG (ros. СЭВ) – organizacja powołana w Moskwie w 1949 w celu koordynowania współpracy gospodarczej bloku państw podporządkowanych ZSRR. Załamanie systemu komunistycznego w europejskich państwach satelickich ZSRR po 1989 (zob. Jesień Ludów) oraz zmiany w ZSRR (zob. pieriestrojka i rozpad ZSRR) doprowadziły do rozwiązania RWPG w 1991 w Budapeszcie.

## Historia
RWPG została utworzona z inicjatywy Stalina podczas konferencji moskiewskiej (5–8 stycznia 1949). Formalnie organizacja powstała w Moskwie w dniu 25 stycznia 1949. W jej skład weszły:
- Bułgaria
- Czechosłowacja
- Polska
- Rumunia
- Węgry
- ZSRR

Później do organizacji dołączyły:
- Albania (1949)
- NRD (1950)
- Mongolia (1962)

Obserwatorami były natomiast:
- Korea Północna
- Chiny

U genezy RWPG leży tzw. plan Mołotowa z 1947, była to kontrpropozycja sowiecka wobec Planu Marshalla. RWPG miała być odpowiedzią ZSRR na Plan Marshalla i powstanie Organizacji Europejskiej Współpracy Gospodarczej. Do grona członków nie zaproszono Socjalistycznej Federacyjnej Republiki Jugosławii, co było skutkiem konfliktu między Moskwą a Belgradem. W konferencji moskiewskiej nie uczestniczyła też Finlandia, która przy zachowaniu specjalnych stosunków dwustronnych z Moskwą (odmowa uczestnictwa w Planie Marshalla) zachowała ustrój demokratyczny i gospodarkę rynkową.
Główna siedziba RWPG znajdowała się w Moskwie. 7 grudnia 1961 została podpisana tamże umowa między rządem ZSRR a RWPG o uregulowaniu zagadnień związanych z siedzibą w ZSRR instytucji RWPG, dotycząca nietykalności pomieszczeń, zagadnień finansowych, stałych przedstawicielstw (korzystających z tych samych przywilejów i immunitetów co przedstawicielstwa dyplomatyczne), przejazdów, pobytu i innych spraw. Weszła ona w życie 1 marca 1962.
22 marca 1963 powołano Międzynarodowy Bank Współpracy Gospodarczej (ros. Международный банк экономического сотрудничества, МБЭС) i wprowadzono jednostkę rozliczeniową obowiązującą w RWPG – rubel transferowy.
Załamanie systemu komunistycznego w europejskich państwach satelickich ZSRR po 1989 oraz rozpad ZSRR doprowadziły do rozwiązania RWPG na ostatniej sesji organizacji w Budapeszcie, która odbyła się 28 czerwca 1991.

## Cele
Według I artykułu statutu RWPG miało wspierać planowany rozwój gospodarki narodowej, przyspieszanie postępu technicznego, podniesienie poziomu industrializacji, wzrost wydajności pracy i zwiększenie dobrobytu państw członkowskich.
W latach 60. podjęto próby ożywienia wzrostu gospodarczego i postępu naukowo-technicznego państw bloku wschodniego. Na sesji RWPG w czerwcu 1962 przyjęto zasadę międzynarodowego socjalistycznego podziału pracy. Jej kontynuacją był przyjęty w 1971 tzw. Kompleksowy Program Socjalistycznej Integracji Gospodarczej. Jednak w praktyce integracja gospodarcza państw członkowskich pozostawała ograniczona, m.in. z powodu braku waluty wymienialnej.

## Struktura
Najwyższym organem rady była coroczna Sesja Rady, której podlegał Komitet Wykonawczy złożony z wicepremierów państw członkowskich. W Warszawie siedzibę miała jedna z dwudziestu jeden komisji branżowych, odpowiedzialna za przemysł węglowy. Reprezentantem RWPG na zewnątrz był sekretarz Rady wyznaczany przez Sesję Rady. Komitet Wykonawczy powstał w czerwcu 1962, z siedzibą w Moskwie, gdzie też mieścił się od 1949 Sekretariat Rady.
Łącznie działało 21 stałych komisji RWPG:
- Stała Komisja Budownictwa z siedzibą w Berlinie (od czerwca 1958),
- Stała Komisja Ekonomiczna z siedzibą w Moskwie (od marca 1958),
- Stała Komisja Energetyczna z siedzibą w Moskwie (od czerwca 1958),
- Stała Komisja Geologiczna z siedzibą w Ułan Bator (od lipca 1963),
- Stała Komisja Handlu Zagranicznego z siedzibą w Moskwie (od maja 1956),
- Stała Komisja Koordynacji Badań Naukowo-Technicznych z siedzibą w Moskwie (od czerwca 1962),
- Stała Komisja Normalizacyjna z siedzibą w Berlinie (od czerwca 1962),
- Stała Komisja Pokojowego Wykorzystania Energii Jądrowej z siedzibą w Moskwie (od lipca 1960),
- Stała Komisja Przemysłu Maszynowego z siedzibą w Pradze (od maja 1956),
- Stała Komisja Przemysłu Chemicznego z siedzibą w Berlinie (od maja 1956),
- Stała Komisja Przemysłu Hutniczego z siedzibą w Moskwie (od maja 1956),
- Stała Komisja Przemysłu Lekkiego z siedzibą w Pradze (od lipca 1963),
- Stała Komisja Przemysłu Metali Nieżelaznych z siedzibą w Budapeszcie (od maja 1956),
- Stała Komisja Przemysłu Naftowego i Gazowego z siedzibą w Budapeszcie (od maja 1956),
- Stała Komisja Przemysłu Radio-technicznego i Elektronowego z siedzibą w Budapeszcie (od lipca 1963),
- Stała Komisja Przemysłu Spożywczego z siedzibą w Sofii (od lipca 1963),
- Stała Komisja Przemysłu Węglowego z siedzibą w Warszawie (od maja 1956),
- Stała Komisja Rolna z siedzibą w Sofii (od maja 1956),
- Stała Komisja Statystyczna z siedzibą w Moskwie (od czerwca 1962),
- Stała Komisja Telekomunikacyjna z siedzibą w Moskwie (od października 1971),
- Stała Komisja Transportowa z siedzibą w Moskwie (od czerwca 1958),
- Stała Komisja Walutowo-Finansowa z siedzibą w Moskwie (od grudnia 1962).

Stałymi organami RWPG były również:
- Biuro Komitetu Wykonawczego ds. Zbiorczych Zagadnień Planów Gospodarczych z siedzibą w Moskwie (od lipca 1962),
- Biuro Koordynacji Frachtowania Statków z siedzibą w Moskwie (od grudnia 1962),
- Konferencja Przedsiębiorstw Armatorów z siedzibą w Moskwie (od października 1963),
- Konferencja Kierowników Urzędów Gospodarki Wodnej z siedzibą w Moskwie (od lipca 1962),
- Narada przedstawicieli krajów członkowskich ds. prawnych (od maja 1970),
- Narada kierowników instytucji patentowych (od 1960),
- Narada kierowników organów gospodarki wodnej (od 1962),
- Narada ministrów handlu wewnętrznego (od 1967),
- Instytut Normalizacyjny RWPG z siedzibą w Moskwie (od czerwca 1962),
- Zjednoczony Instytut Badań Jądrowych z siedzibą w Dubnej (od 1956),
- Międzynarodowy Instytut Problemów Ekonomicznych Światowego Systemu Socjalistycznego (od 1970),
- Międzynarodowy Bank Współpracy Gospodarczej z siedzibą w Moskwie (od stycznia 1964),
- Międzynarodowy Bank Inwestycyjny z siedzibą w Moskwie (od 1971),
- Międzynarodowe Centrum Informacji Naukowo-Technicznej RWPG z siedzibą w Moskwie (od 1970),
- Międzynarodowa Organizacja Współpracy Hutnictwa Żelaza i Stali Intermetall z siedzibą w Budapeszcie (od 1964),
- Międzynarodowa Organizacja Łączności Kosmicznej Intersputnik z siedzibą w Moskwie (od 1971),
- Międzynarodowa Organizacja Radia i Telewizji OIRT Interwizja siedzibą w Pradze (od 1950),
- Międzynarodowa Organizacja Współpracy w zakresie Laboratoriów Badawczych Wysokich Mocy i Wysokich Napięć Interelektrotest (od 1973),
- Międzynarodowa Organizacja Współpracy Gospodarczej i Naukowej w Dziedzinie Przemysłu Elektrotechnicznego Interelektro z siedzibą w Moskwie (od 1973),
- Międzynarodowa Organizacja Współpracy w Zakresie Budowy Aparatury Pomiarowej Interetalonpribor z siedzibą w Moskwie (od 1972),
- Międzynarodowa Organizacja Współpracy Przemysłu Łożyskowego RWPG Interszypnik (od 1964),
- Międzynarodowe Zjednoczenie Gospodarcze Aparatury Jądrowej Interatominstrument z siedzibą w Warszawie (od 1972),
- Międzynarodowe Zjednoczenie Gospodarcze Produkcji Wyposażenia Elektrowni Atomowych lnteratomenergo z siedzibą w Moskwie (od 1973),
- Międzynarodowe Zjednoczenie Gospodarcze Małotonażowej Produkcji Chemicznej Interchim z siedzibą w Berlinie (od 1969),
- Międzynarodowe Zjednoczenie Gospodarcze Produkcji Włókien Sztucznych Interchimwołokno z siedzibą w Bukareszcie (od 1974),
- Międzynarodowe Zjednoczenie Gospodarcze Wyposażenia do Oczyszczania Wody Interwodoczistka z siedzibą w Sofii (od 1978),
- Międzynarodowe Zjednoczenie Gospodarcze Produkcji Wyposażenia Technologicznego dla Przemysłu Tekstylnego Intertekstilmasz z siedzibą w Moskwie (od 1973),
- Stowarzyszenie Przedsiębiorstw Krajów Socjalistycznych Produkujących Narzędzia Medyczne Medunion z siedzibą w Budapeszcie (od 1973),
- Centralny Zarząd Dyspozytorski Połączonych Systemów Energetycznych z siedzibą w Pradze (od 1962),
- Wspólny Park Wagonów RWPG z siedzibą w Pradze (od 1963).

## Pola działania

### Integracja systemu walutowego
Walutą rozliczeniową RWPG był rubel transferowy funkcjonujący wyłącznie w formie zapisów na kontach powołanego w 1963 Międzynarodowego Banku Współpracy Gospodarczej (MBWG). Finansowaniem przedsięwzięć prowadzonych w ramach programów integracji gospodarczej RWPG zajmował się powołany w 1970 Międzynarodowy Bank Inwestycyjny (MBI). Polska jest udziałowcem pierwszego z tych banków.

### Integracja standardów technologicznych
Jednym z obszarów koordynacji RWPG był rozwój wspólnych standardów technologicznych, w szczególności w zakresie łączności elektronicznej i elektrotechniki. Ich przykładem był przyjęty w 1966 w ZSRR i narzucany stopniowo innym krajom członkowskim tzw. Jednolity System Elektronicznych Maszyn Cyfrowych. Na obszarze RWPG wprowadzono również jako obowiązujący francuski system nadawania koloru w sygnale kolorowej telewizji analogowej – SECAM.

### Budowa zintegrowanej sieci gazociągów i ropociągów
Ich elementem był przebiegający przez Polskę rurociąg naftowy Przyjaźń.

### Integracja systemów energetycznych
Nadzór nad tym obszarem integracji sprawował powołany w 1962 Centralny Zarząd Dyspozytorski Połączonych Systemów Energetycznych. Jednym z naczelnych jego zadań było opracowywanie schematów i reżimów pracy równoległej połączonych systemów energetycznych oraz środków zapewniających pracę równoległą tych systemów z normalną częstotliwością. Po rozwiązaniu RWPG zachowano strukturę Centralnego Zarządu Dyspozytorskiego (CZD) połączonych systemów energetycznych (PSE) z siedzibą w Pradze. Zasady współpracy regulowane są obecnie przez instrukcję, która w 1992 roku była dość gruntownie zweryfikowana. Wprowadzono szereg zmian, które uwzględniały nowe warunki ekonomiczne poszczególnych krajów oraz dążenie do większej liberalizacji i komercjalizacji wzajemnych stosunków. Najważniejsza zmiana dotyczyła regulacji częstotliwości i salda wymiany w połączonych systemach energetycznych. Dotychczas częstotliwość była regulowana przez system byłego ZSRR, a następnie Rosji, natomiast pozostałe kraje w przypadku pracy równoległej regulowały tylko saldo wymiany bez uwzględnienia współczynnika korekty częstotliwości. Od stycznia 1993 wprowadzono w tym zakresie nowe zasady: odpowiedzialność za regulację częstotliwości została rozłożona na wszystkie współpracujące kraje, które zobowiązane są regulować saldo wymiany z uwzględnieniem współczynnika korekty częstotliwości.

## Członkowie
- Założyciele:
  -  Ludowa Republika Bułgarii
  -  Republika Czechosłowacka
  -  Polska Rzeczpospolita Ludowa
  -  Rumuńska Republika Ludowa
  -  Węgierska Republika Ludowa
  -  Związek Socjalistycznych Republik Radzieckich
- Pozostali:
  -  Ludowa Republika Albanii 1949–1961 (od 1962 przestała brać udział w pracach, formalnie nie występując z organizacji)
  -  Niemiecka Republika Demokratyczna 1950–1990 (członkostwo ustało w związku z wchłonięciem do RFN-u)
  -  Mongolska Republika Ludowa od 7 czerwca 1962
  -  Republika Kuby od 11 lipca 1972
  -  Socjalistyczna Republika Wietnamu od 29 czerwca 1978
- Status obserwatora:
  -  Chińska Republika Ludowa
  -  Koreańska Republika Ludowo-Demokratyczna
- Członkowie stowarzyszeni:
  -  Socjalistyczna Federacyjna Republika Jugosławii od 1964
  -  Finlandia od 1973
  -  Meksyk od 1975
  -  Irak od 1975

## Cenzura komunistyczna
W okresie PRL tematyka związana z Radą Wzajemnej Pomocy Gospodarczej była przedmiotem cenzury. Peerelowska cenzura usuwała wszystkie krytyczne opinie wobec organizacji, a także wiele merytorycznych informacji odnośnie do jej działalności. Tomasz Strzyżewski w swojej książce o cenzurze w PRL publikuje wytyczne dla cenzorów Głównego Urzędu Kontroli Prasy, Publikacji i Widowisk: „W informacjach dotyczących RWPG nie należy dopuszczać do publikacji materiałów krytycznych, podważających celowość i zasady współpracy gospodarczej krajów socjalistycznych oraz ujawnionych rozbieżności między poszczególnymi krajami lub zawierających krytykę ich stanowisk.”
Cenzurowano również wszelkie informacje dotyczące współpracy militarnej, ukrywano istnienie w RWPG Komisji do spraw przemysłu zbrojeniowego oraz współpracę z Układem Warszawskim. Zakazem publikacji objęte były kursy walut narodowych państw należących do RWPG oraz ich przeliczniki, a także oparte na nich analizy statystyczne.